# Masaki Yamamoto (cyclisme)
Pour le footballeur japonais, voir Masaki Yamamoto. Pour les articles homonymes, voir Yamamoto.
Masaki Yamamoto (山本 大喜, Yamamoto Masaki), né le 8 janvier 1996 à Uda, est un coureur cycliste japonais.

## Palmarès
- 2012
  - 3e du championnat du Japon sur route cadets
- 2013
  -  Médaillé d'argent du championnat d'Asie du contre-la-montre juniors
  - 3e du championnat du Japon du contre-la-montre juniors
- 2014
  -  Champion du Japon du contre-la-montre juniors
- 2015
  - 2e du championnat du Japon du contre-la-montre espoirs
- 2016
  -  Médaillé de bronze du championnat d'Asie du contre-la-montre espoirs
- 2017
  - 3e du championnat du Japon sur route espoirs
- 2018
  -  Champion d'Asie du contre-la-montre par équipes
  -  Champion d'Asie sur route espoirs
  -  Champion du Japon du contre-la-montre espoirs
- 2021
  - 2e de l'Oita Urban Classic
  - 3e du Tour du Japon
- 2023
  -  Champion du Japon du sur route
  - 1re étape du Tour de Kumano
  - Tour d'Okinawa
  - 2e du Tour de Kumano
- 2024
  - 2e de l'Oita Urban Classic
  - 3e du Tour de Kumano
  - 5e du championnat d'Asie sur route

## Classements mondiaux
| Année                                 | 2016  | 2017  | 2018 | 2019 | 2020 | 2021 | 2022 | 2023 | 2024 |
| ------------------------------------- | ----- | ----- | ---- | ---- | ---- | ---- | ---- | ---- | ---- |
| Classement mondial                    | 1838e | 2566e | 518e | nc   | nc   | 443e | 658e | 426e | 358e |
| UCI Asia Tour                         | 313e  | 548e  | 31e  | nc   | nc   | 4e   | 31e  | 20e  | 7e   |
|                                       |       |       |      |      |      |      |      |      |      |
| Légende : nc = non classéSource : UCI |       |       |      |      |      |      |      |      |      |